# معوية رافينوزية
معوية رافينوزية (الاسم العلمي:Enterococcus raffinosus) هي نوع من البكتيريا تتبع جنس المكورة المعوية من فصيلة المكورات المعوية.